# Hamëz Jashari

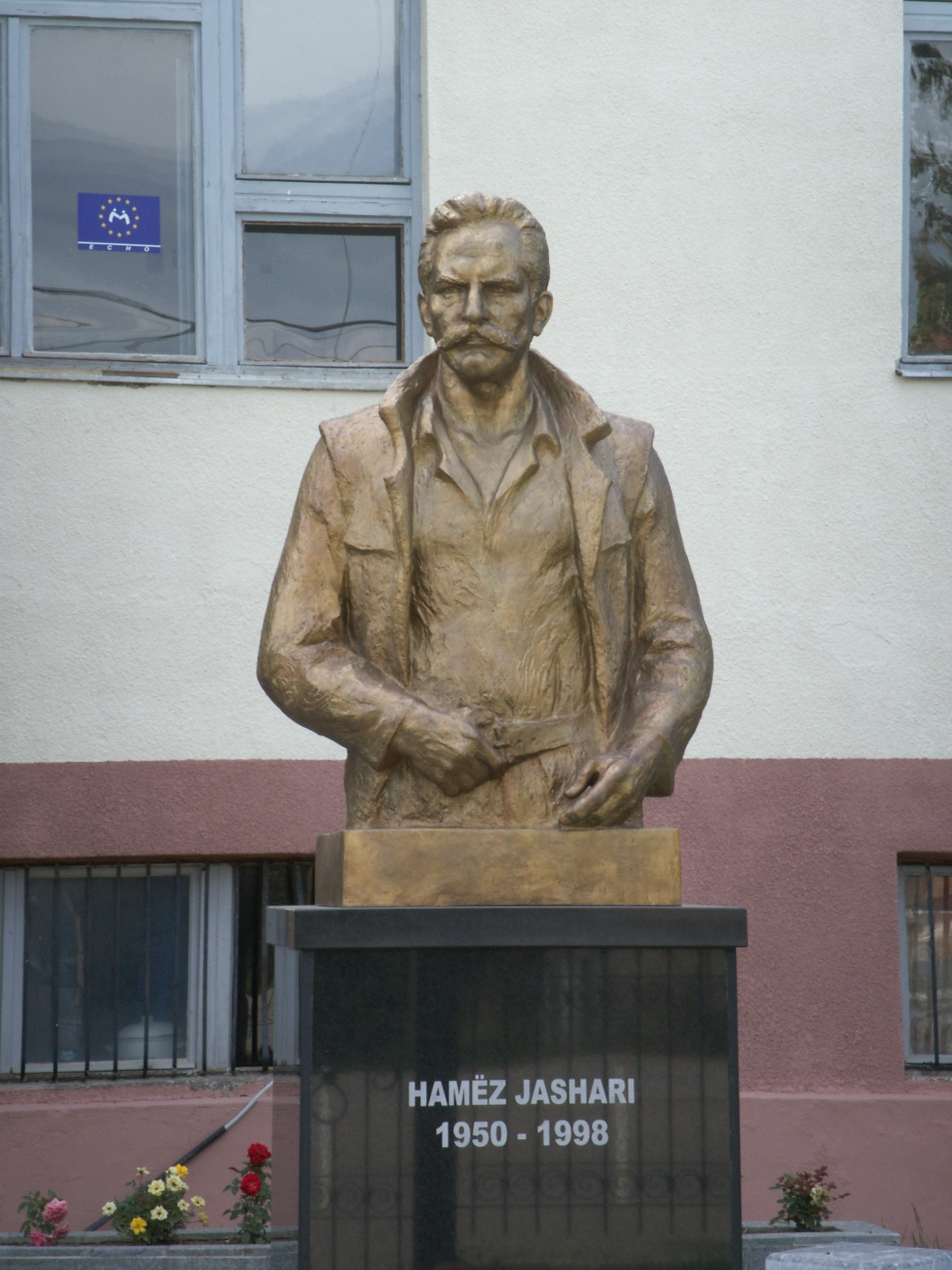
Denkmal für Hamëz Jashari

Hamëz Jashari (* 19. April 1950 in Prekaz, Kosovo; † 7. März 1998) war ein kosovo-albanischer Kämpfer. Er war auch Kommandeur der Kosovo-Befreiungsarmee (UÇK). Er begleitete seinen Bruder Adem Jashari während des Kosovokriegs im Jahr 1998.

## Biografie
Jashari war der zweite Sohn des Lehrers Shaban Jashari. Er besuchte die Grundschule im Dorf Prekaz, die weiterführende und die höhere Wirtschaftshochschule in der Stadt Skënderaj.
Gearbeitet hat er danach in der Munitionsfabrik in Skënderaj. Hamëz hatte eine besondere Liebe zur Kunst und schrieb und zeichnete. Auch das Theater gefiel ihm sehr gut, er spielte auch mehrere Musikinstrumente und sang.
Er war verheiratet mit Feride Mecini aus dem Dorf Klina e Epërme in Skënderaj und hatte neun Kinder.
Er ging im Jahr 1973 für eine kurze Zeit als Gastarbeiter nach Deutschland. Nach fünf Monaten kam er wieder zurück.
Am 30. Dezember 1991, als die Brüder Hamëz und Adem Jashari zu Hause in Prekaz waren, wurden sie von der serbischen Polizei umzingelt, um sie zu verhaften. Es gelang ihnen jedoch, unverletzt zu entkommen.  Später begannen Adem und Hamëz mit Angriffen auf die jugoslawische Polizei.
Am 5. März 1998 wurde Prekaz schließlich von jugoslawischen Polizeikräften erneut angegriffen. Adem Jashari, Hamëz Jashari und etwa 58 Mitglieder ihrer Familie wurden getötet, nachdem sich Adem Jashari und seine Brüder geweigert hatten, sich zu ergeben. Die einzige Überlebende des Angriffs war Hamëz' damals 11-jährige Tochter Besarta.
2010 erhielt Hamëz vom Präsidenten des Kosovo, Jakup Krasniqi, posthum den Orden „Held des Kosovo“.